# Robert Mösching
Robert Mösching (ur. 23 listopada 1954) – szwajcarski skoczek narciarski. Najlepsze wyniki w Pucharze Świata osiągnął w sezonie 1979/1980, kiedy zajął 28. miejsce w klasyfikacji generalnej.
Wystąpił na igrzyskach olimpijskich w Innsbrucku i igrzyskach olimpijskich w Lake Placid, ale bez sukcesów.

## Puchar Świata w skokach narciarskich

### Miejsca w klasyfikacji generalnej
- sezon 1979/1980: 28

### Miejsca na podium chronologicznie
- Sankt Moritz (27 lutego 1980) - 3. miejsce

## Igrzyska Olimpijskie
- Indywidualnie
  - 1976 Innsbruck (AUT) – 38. miejsce (duża skocznia), 35. miejsce (normalna skocznia)
  - 1980 Lake Placid (USA) – 17. miejsce (duża skocznia), 37. miejsce (normalna skocznia)